# Меліхова Любов Миколаївна
Любов Миколаївна Меліхова (нар. 7 квітня 1936) — доярка радгоспу імені Свердлова Тоцького району Оренбурзької області, Герой Соціалістичної Праці (1966).

## Біографія
Народилася 7 квітня 1936 року в радгоспі імені Свердлова Тоцького району Оренбурзької області в сім'ї селянина.
Закінчила неповну середню школу і в 1955 році почала працювати дояркою на фермі радгоспу (потім — племзаводу) імені Свердлова Тоцького району Чкаловської (з грудня 1957 року — Оренбурзької) області.
За 30 років роботи показала себе найкращою дояркою, систематично перевиконувала плани по надою молока.
Указом Президії Верховної Ради СРСР від 22 березня 1966 року за досягнуті успіхи у розвитку тваринництва, збільшення виробництва і заготівель молока Меліховій Любові Миколаївні присвоєно звання Героя Соціалістичної Праці з врученням ордена Леніна і золотої медалі «Серп і Молот».
Був установлений перехідний приз імені Любові Миколаївни Меліхової, який вручався найкращій доярці.
Проживає в селі Тоцьке Оренбурзької області.
Делегат XV і XVI з'їздів профспілок СРСР, кандидат у члени ВЦРПС, обиралася членом Тоцького райкому КПРС.
З 2013 року — член Ради старійшин при губернаторі Оренбурзької області.

## Нагороди
- Герой Соціалістичної Праці (1966)
- Орден Леніна (1966)
- Орден «Знак Пошани»
- Медаль «За трудову доблесть»
- Почесне звання «Ударник комуністичної праці» (1964)
- Почесний громадянин Тоцького району (2004)